# Comerț liber
Comerțul liber este o politică economică în care guvernele țărilor nu restricționează importurile din, sau exporturile către alte țări. Comerțul liber este exemplificat prin Spațiul Economic European și Acordul Nord-American de Comerț Liber, care și-au deschis piețele pentru comerț. Astăzi, cele mai multe țări sunt membre ale Organizației Mondiale a Comerțului (OMC), care a creat acorduri comerciale multilaterale. Cu toate acestea, cele mai multe guverne încă impun politici protecționiste ce presupun tarife de import sau subvenții de export, care sunt destinate pentru a sprijini ocuparea forței de muncă locale. De asemenea, de multe ori, guvernele  limitează schimbul liber pentru exporturile de resurse naturale. Alte bariere ce pot împiedica comerțul liber includ taxele și cotele de import sau reglementările legislației.

## Caracteristicile comerțului liber
Comerțul liber are, în general, următoarele caracteristici:
- Lipsa de taxe (inclusiv tarife) sau alte bariere în calea comerțului de bunuri sau servicii (de exemplu cote de import sau subvenții pentru producători);
- Lipsa de politici distorsioniste (cum ar fi impozite, subvenții, reglementări sau legi) care oferă avantaje doar anumitor firme, gospodării sau factori de producție;
- Acces nereglementat la piețe;
- Acces nereglementat la informațiile de piață;
- Incapacitatea firmelor de a denatura piețele prin monopol sau oligopol impus de guvern;
- Prezența acordurilor comerciale care să încurajeze comerțul liber.

## Teorii economice

### Modele economice
Două moduri simple de a înțelege beneficiile propuse de comerțul liber sunt teoria lui David Ricardo a avantajului comparativ și prin analiza impactului unui tarif sau a unei cote de import. O analiză economică folosind legea cererii și a ofertei și efectele economice ale unei taxe pot fi folosite pentru a arăta beneficiile și dezavantajele teoretice ale comerțului liber.

Regiunile roz reprezintă pierderea netă pentru societate cauzată de existența tarifului de import.

### Diversiuni ale comerțului
Potrivit teoriilor economice standard, aplicarea selectivă de acorduri de liber schimb cu anumite țări poate duce la ineficiență economică conform procesului de reorientare a schimburilor comerciale. Este eficient din punct de vedere economic pentru un bun să fie produs de către țara care îl produce cel mai ieftin, dar acest lucru nu se întâmplă întotdeauna dacă un producător cu cost ridicat beneficiază de un acord de liber schimb, în timp ce un producător cu cost redus ar întâmpina tarife ridicate. Aplicarea unui acord comercial de liber schimb producătorului cu costul ridicat (și nu producătorului low-cost) poate duce la devierea comerțului și la pierderi economice. Acesta este motivul pentru care mulți economiști pun mare importanță pe negocierile globale pentru reducerea tarifelor, cum ar fi cel de la Doha.

### Opinia economiștilor
Literatura de specialitate ce analizează economia comerțului liber este extrem de bogată, întrucât au fost studiate multe aspecte teoretice și efecte empirice. Deși comerțul liber creează atât învingători cât și învinși, marea majoritate a economiștilor consideră ca schimbul liber este de departe un câștig pentru societate. Într-un sondaj efectuat în 2006 cu economiștii Americani (83 respondenți), "87.5% sunt de acord că SUA ar trebui să elimine restul tarifelor și a altor bariere în calea comerțului" și "90.1% nu sunt de acord cu sugestia că SUA ar trebui să limiteze angajatori sa facă externalizare (outsourcing) de muncă în țări străine."
Conform profesorului de economie N. Gregory Mankiw de la Harvard, "Puține propuneri produc la fel de mult consens între economiștii precum faptul că schimbul liber duce la creștere economică și ridică nivelul de trai." Într-un sondaj al economiștilor de top, toți au fost de acord cu ideea că "comerțul liber îmbunătățește eficiența productivă și oferă consumatorilor produse mai bune, iar pe termen lung aceste câștiguri sunt mult mai mari decât orice efecte privind ocuparea forței de muncă."

## Istorie

### Perioada de după cel de-al II-lea Război Mondial
De la sfârșitul celui de-al doilea Război Mondial, parțial din cauza dimensiunilor industriale și debutului Războiului Rece, Statele Unite ale Americii a fost de multe ori un susținător al reducerii tarifelor și barierelor de import și export. SUA a ajutat la stabilirea Acordului General pentru Tarife și Comerț și, mai târziu, la înființarea Organizației Mondiale a Comerțului (OMC), deși a respins-o în 1950 într-o versiune anterioară. Din 1970, guvernul SUA a negociat contracte comerciale cum ar fi Acordul Nord-American de Comerț Liber, în 1990, Acordul de comerț liber dintre Republica Dominicana și America Centrala, în 2006, precum și o serie de acorduri bilaterale (cum ar fi cu Iordania).
În Europa, după 1945 s-a format Comunitatea Europeană a Cărbunelui și Oțelului, în 1951, care a devenit Comunitatea Economică Europeană (CEE) în 1958. Două obiective fundamentale ale CEE au fost dezvoltarea unei piețe comune, ulterior redenumita piața unică, și instituirea unei uniuni vamale între statele sale membre. După aderarea unor noi membrii, CEE a devenit Uniunea Europeană (UE) în 1993. Uniunea Europeană este acum cea mai mare piață unică din lume și a încheiat acorduri de liber schimb cu multe țări din întreaga lume.

### Starea actuală

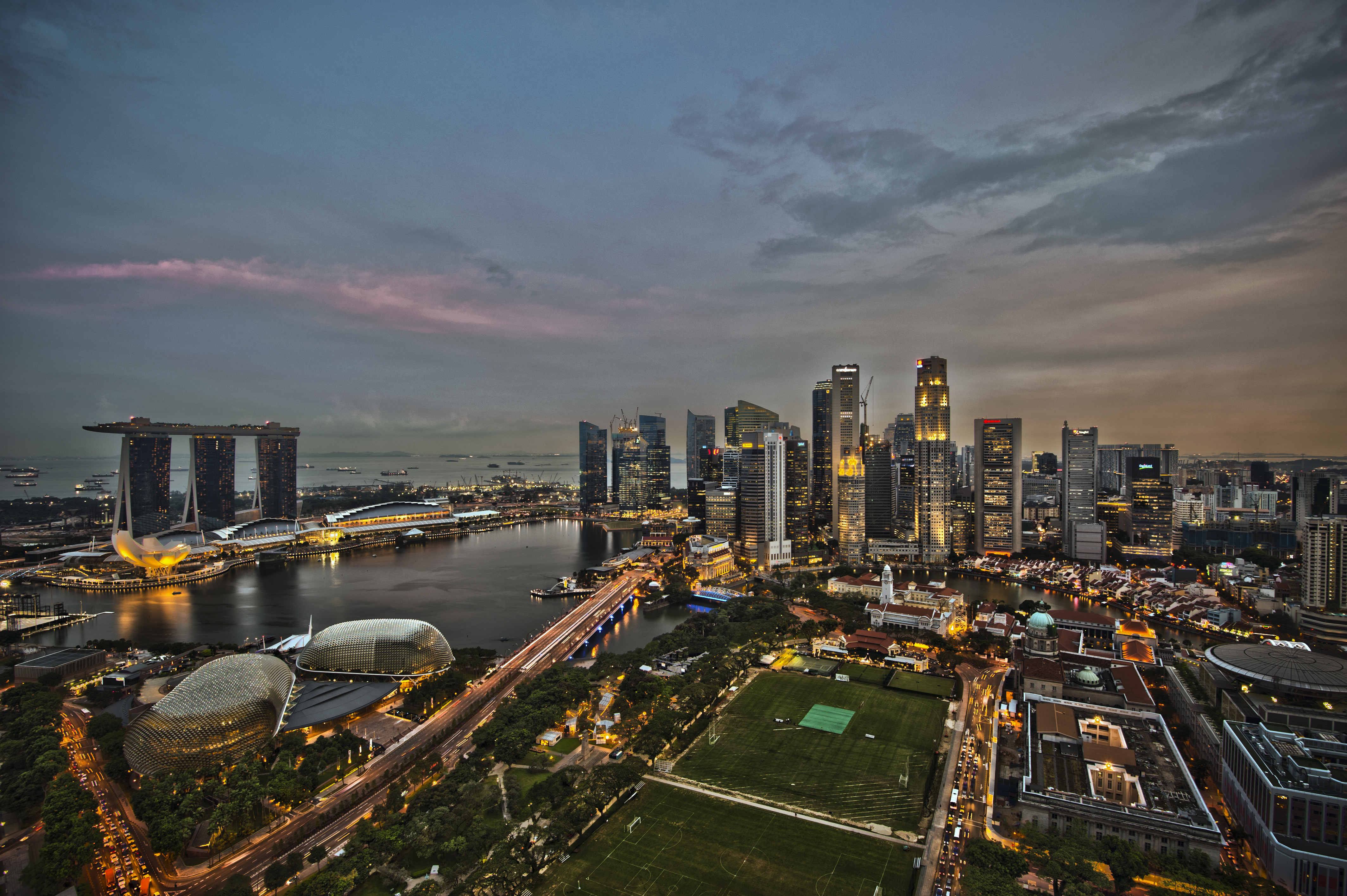
Singapore este liderul mondial in facilitarea comerțului liber, conform Indexului de Comerț Facilitat (Enabling Trade index).

Cele mai multe țări din lume sunt membre ale Organizației Mondiale a Comerțului, ceea ce limitează în anumite aspecte dar nu elimină complet tarifele și barierele comerciale. Cele mai multe țări sunt, de asemenea, membre ale unor zone de liber schimb regionale care reduc barierele comerciale între țările participante. UE și SUA sunt în curs de negociere a unui acord de liber schimb. Alături de SUA, douăsprezece țări care au graniță la Oceanul Pacific sunt în prezent în negocieri private pentru Parteneriatul Trans-Pacific, fiind promovat de țările care îl negociază ca un acord de liber schimb.

## Opoziția

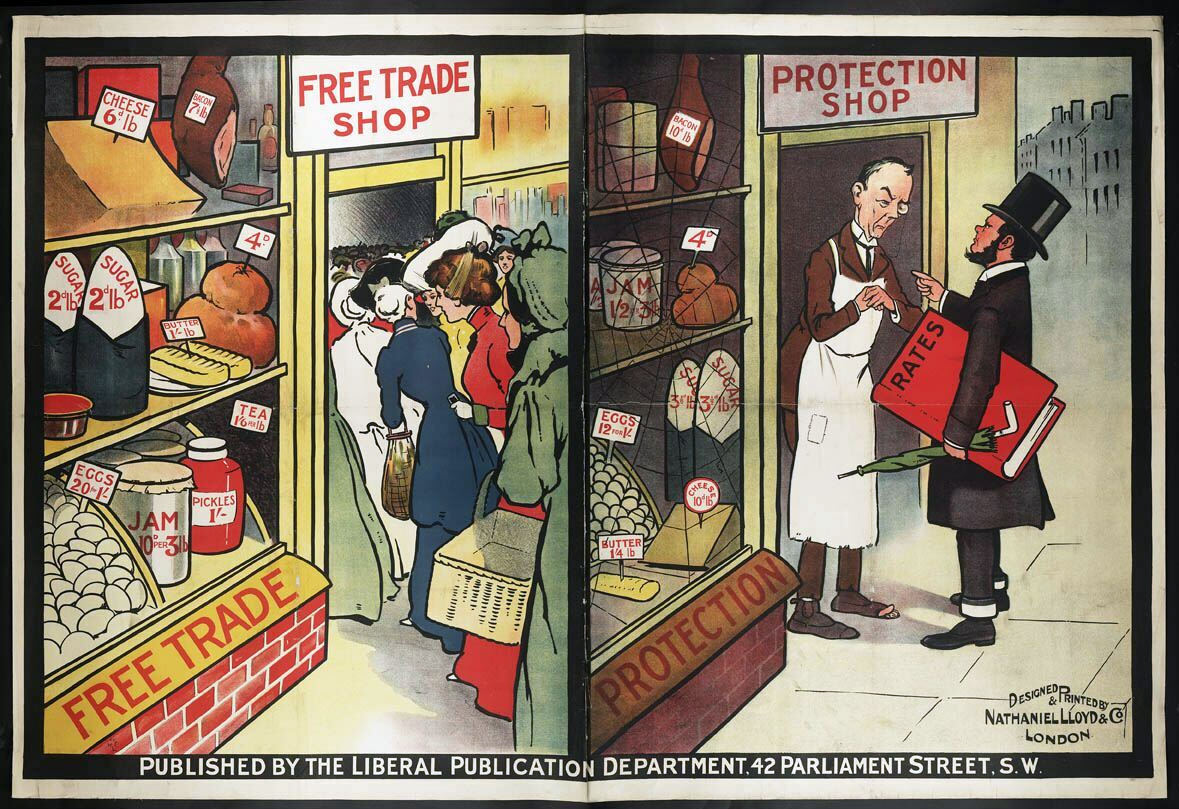
Comerț liber versus protecționism (publicație liberală, 1905-1910)

Costurile și beneficiile acordurilor de liber schimb sunt dezbătute de către academicieni, guverne și grupuri de interese.
Argumentele pentru protecționism se încadrează în categoria economică (comerțul poate afecta economia) sau categoria morală (efectele comerțului liber ar putea ajuta economia, dar au efecte negative în alte domenii); un argument general împotriva comerțului liber este că acesta este colonialism sau imperialism deghizat. Categoria morală este largă și include preocupările de distrugere a industriilor incipiente și subminarea pe termen lung a dezvoltării economice, inegalitatea veniturilor, degradarea mediului, exploatarea copiilor prin munca, sclavia salariilor, accentuarea sărăciei în țările sărace, afectarea interesului național sau schimbările culturale rezultante.
Argumentele economice împotriva comerțului liber critică ipotezele sau concluziile teoriilor economice. Argumentele de natura social-politică împotriva comerțului liber susțin că există anumite efecte sociale și politice cum ar fi stabilitatea politică, securitatea națională, drepturile omului și protecția mediului care nu sunt incluse in analiza economică.
Comerțul liber este, de multe ori, criticat de industriile locale care ar putea fi afectate de prețurile reduse pentru bunurile importate. De exemplu, dacă Statele Unite ale Americii ar reduce taxele de import la zahăr, producătorii de zahăr autohtoni ar beneficia de prețuri și profituri mai mici, în timp ce consumatorii de zahăr din SUA vor beneficia de preturi mai scăzute pentru aceeași cantitate de zahăr. Teoria economică a lui David Ricardo susține că profitul total al consumatorilor este mai mare decât pierderea producătorilor.  Cu toate acestea, întrucât fiecare dintre acești câțiva producători autohtoni de zahăr ar pierde o mulțime de bani, în timp ce fiecare din mulții consumatori ar obține doar puțin profit, este mult mai probabil ca producătorii autohtoni să se mobilizeze împotriva eliminării tarifelor. În general, producătorii susțin subvențiile și taxele de import din țările lor de origine, în timp ce critică subvențiile și tarifele din piețele lor de export.
Cercetările arată că sprijinul pentru restricții comerciale este mai mare în rândul respondenților cu un nivel scăzut de educație. Autorii constată "că impactul educației asupra modului în care alegătorii gândesc despre comerț și globalizare are mai mult de a face cu expunerea la idei economice și informații despre efectele acestor fenomene economice, decât cu calculele individuale despre cât de mult comerțul afectează venitul personal sau securitatea locului de muncă."
Cercetările sugerează că atitudinile oamenilor față de comerțul liber nu reflectă neapărat interesele personale.